# Ivo van Hove

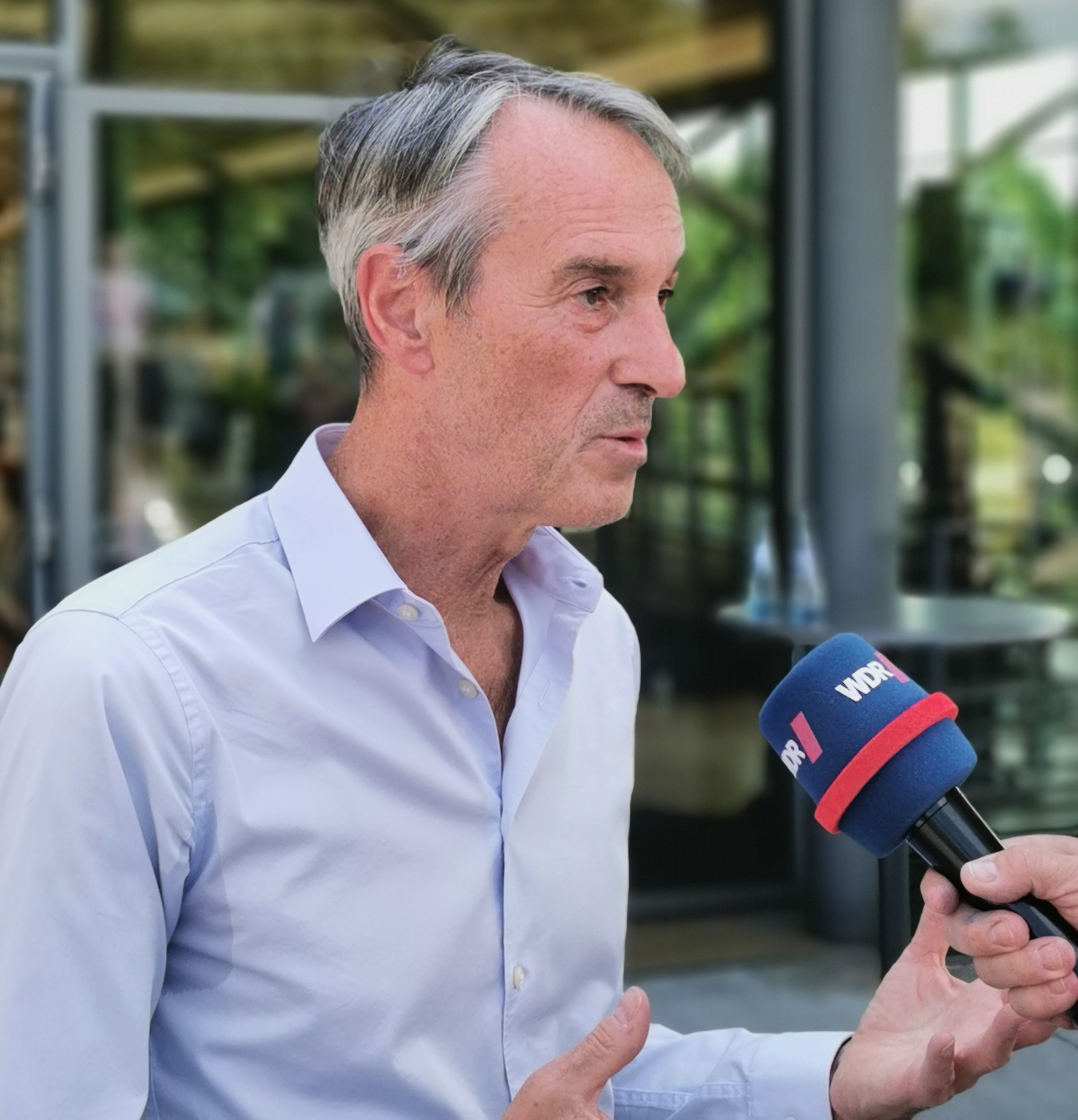
Ivo van Hove (2024)

Ivo van Hove (Heist-op-den-Berg, 28 ottobre 1958) è un regista teatrale e direttore artistico belga.

## Biografia
È stato il direttore artistico del Toneelgroep Amsterdam di Amsterdam e ha diretto opere teatrali andate in scena a Londra, Broadway, alla Biennale di Venezia e all'Edinburgh Fringe. Particolarmente apprezzato è stato il suo allestimento del dramma di Arthur Miller Uno sguardo dal ponte a Londra e Broadway nel 2015, per cui ha vinto il Drama Desk Award, il Laurence Olivier Award e il Tony Award alla miglior regia di un'opera teatrale.
Ha diretto anche acclamate produzioni di Angels in America - Fantasia gay su temi nazionali (Amsterdam, 2008), Lazarus (New York, 2015), Il crogiuolo (New York, 2016) ed Hedda Gabler (Londra, 2017). Nel 2019 torna a Broadway con un revival di West Side Story, il primo a non avvalersi delle coreografie originali di Jerome Robbins. Nella stagione 2020/2021 fa il suo debutto al Metropolitan con la regia del Don Giovanni e Dead Man Walking. Oltre ad aver diretto numerosi drammi dal repertorio classico e moderno, Van Hove ha portato sulle scene anche adattamenti teatrali di film di Ingmar Bergman, Pier Paolo Pasolini, Luchino Visconti e John Cassavetes.
È apertamente gay e impegnato in una relazione con il coreografo Jan Versweyveld dagli anni 80.

## Teatrografia (parziale)

### Opere di prosa e musical
- Germs, di Ivo van Hove. AKT di Amsterdam (1981)
- Rumours, di Ivo van Hove, AKT di Amsterdam (1982)
- Like in the War, di Gie Laenen. AKT di Amsterdam (1982)
- Il servo, di Harold Pinter. Vertikaal di Amsterdam (1983)
- Marocco, di Bortho Strauss. AKT di Amsterdam (1983)
- Agatha, di Marguerite Duras. AKT di Amsterdam (1984)

- India Song, di Marguerite Duras. AKT/Vertikaal di Amsterdam (1984) e Zuidelijk Toneel di Amsterdam (1998)
- Miracles of Humanity. AKT/Vertikaal di Amsterdam (1984)
- Wilde Men. AKT/Vertikaal di Amsterdam (1985)
- Russian Gambit, di Heiner Müller. AKT/Vertikaal di Amsterdam (1985)
- ImitatieS. AKT/Vertikaal di Amsterdam (1986)
- Le baccanti, di Euripide. AKT/Vertikaal di Amsterdam (1986), Deutsches Schauspielhaus di Amburgo (1993)
- Nella solitudine dei campi di cotone, di Bernard-Marie Koltès. De Tijd di Amsterdam (1987)
- Macbeth, di William Shakespeare. De Tijd di Amsterdam (1988)
- Don Carlos, di Friedrich Schiller. De Tijd di Amsterdam (1988)
- Jakow Bogomolow, di Maxim Gorky. De Tijd di Amsterdam (1989)
- Il lutto si addice ad Elettra, di Eugene O'Neill. Zuidelijk Toneel di Amsterdam (1989)
- Lulù, di Frank Wedekind. De Tijd di Amsterdam (1990)

- Riccardo II, di William Shakespeare. Theater van het Oosten di Amsterdam (1990)
- Antigone e Aiace, di Sofocle. Zuidelijk Toneel di Amsterdam (1990)
- Sud, di Julien Green. Zuidelijk Toneel di Amsterdam (1991)
- Desiderio sotto gli olmi, di Eugene O'Neill. Zuidelijk Toneel di Amsterdam (1991), Teatro statale di Stoccarda (1995)
- Peccato che sia una sgualdrina, di John Ford. Zuidelijk Toneel di Amsterdam (1992)
- Amleto, di William Shakespeare. Zuidelijk Toneel di Amsterdam (1993)
- Saved, di Edward Bond. Zuidelijk Toneel di Amsterdam (1993)
- More Stately Mansions, di Eugene O'Neill. Zuidelijk Toneel di Amsterdam (1994), New York Theatre Workshop di New York (1996)
- Un tram che si chiama Desiderio, di Tennessee Williams. Zuidelijk Toneel di Amsterdam (1994), New York Theatre Workshop di New York (1998)
- Splendid's, di Jean Genet. Zuidelijk Toneel di Amsterdam (1994)
- Caligola, di Albert Camus. Zuidelijk Toneel di Amsterdam (1995)
- Volti, di John Cassavetes. Zuidelijk Toneel di Amsterdam (1996), Teatro statale di Stoccarda e Deutsches Schauspielhaus di Amburgo (2005)
- Les Mal Aimés, di François Mauriac. Zuidelijk Toneel di Amsterdam (1997)
- (Romeo and Juliet: A study of a drowning body, di Peter Verhelst. Zuidelijk Toneel di Amsterdam (1997)
- Alice in Bed, di Susan Sontag. Zuidelijk Toneel di Amsterdam (1999), New York Theatre Workshop (2000)
- La signora delle camelie, da Alexandre Dumas. Zuidelijk Toneel di Amsterdam (2000), Deutsches Schauspielhaus di Amburgo (2008)
- True Love, di Charles L. Mee. Toneelgroep Amsterdam di Amsterdam (2000)
- Il massacro di Parigi, di Christopher Marlowe. Toneelgroep Amsterdam di Amsterdam (2000)
- Con Amore, di Jaf Aerts. Toneelgroep Amsterdam di Amsterdam (2000)
- Tre sorelle, di Anton Čechov. Toneelgroep Amsterdam di Amsterdam (2000)
- Rent, libretto e colonna sonora di Jonathan Larson. Tour olandese (2000)
- Otello, di William Shakespeare. Toneelgroep Amsterdam di Amsterdam (2001)
- Carmen, di Oscar van Woensel. Toneelgroep Amsterdam di Amsterdam (2001)
- The Norman Conquests, di Alan Ayckbourn. Toneelgroep Amsterdam di Amsterdam (2002)
- Il lutto si addice ad Elettra, di Eugene O'Neill. Toneelgroep Amsterdam di Amsterdam (2003)
- La bisbetica domata, di William Shakespeare. Toneelgroep Amsterdam di Amsterdam (2004)
- Scene da un matrimonio, di Ingmar Bergman. Toneelgroep Amsterdam di Amsterdam (2004), New York Theatre Workshop di New York (2010)
- Perfect Wedding, di Charles L. Mee. Toneelgroep Amsterdam di Amsterdam (2005)
- La sera della prima, di John Cassavetes. Toneelgroep Amsterdam di Amsterdam (2005)
- Hedda Gabler, di Henrik Ibsen.New York Theatre Workshop, Toneelgroep Amsterdam di Amsterdam (2006)
- Tragedie romane, da William Shakespeare. Toneelgroep Amsterdam di Amsterdam (2006)
- L'avaro, di Molière.Deutsches Schauspielhaus di Amburgo (2006), Toneelgroep Amsterdam di Amsterdam (2011)
- Il misantropo, di Molière. New York Theatre Workshop di New York (2007), Schaubühne di Berlino (2010)
- Angels in America - Fantasia gay su temi nazionali, di Tony Kushner. Toneelgroep Amsterdam di Amsterdam (2007)
- Antonioni Project, di Michelangelo Antonioni. Toneelgroep Amsterdam di Amsterdam (2008)
- La voce umana, di Jean Cocteau. Toneelgroep Amsterdam di Amsterdam (2009)
- Teorema, di Pier Paolo Pasolini. Toneelgroep Amsterdam di Amsterdam (2009)
- Trilogia della villeggiatura, di Carlo Goldoni. Toneelgroep Amsterdam di Amsterdam (2010)
- Le piccole volpi, di Lillian Hellman. New York Theatre Workshop di New York (2010)
- Il figlio del sole, di Maksim Gor'kij. Toneelgroep Amsterdam di Amsterdam (2010)
- And We'll Never Be Parted, di Jon Fosse. Toneelgroep Amsterdam di Amsterdam (2010)
- Edoardo II, di Christopher Marlowe. Schaubühne di Berlino (2011)
- Ludwig II, da Luchino Visconti. Münchner Kammerspiele di Monaco (2011)
- The Russians!, di Tom Lanoye. Toneelgroep Amsterdam di Amsterdam (2011)
- Mariti, di John Cassavetes. Toneelgroep Amsterdam di Amsterdam (2012)
- Dopo la prova, di Ingmar Bergman. Toneelgroep Amsterdam di Amsterdam (2012)
- Persona, di Ingmar Bergman. Toneelgroep Amsterdam di Amsterdam (2013)
- Strano interludio, di Eugene O'Neill. Münchner Kammerspiele di Monaco (2013)
- La fonte meravigliosa, di Ivo van Hove, dal romanzo di Ayn Rand. Toneelgroep Amsterdam di Amsterdam (2013), Brooklyn Academy of Music di New York (2017)
- Lungo viaggio verso la notte, di Eugene O'Neill. Toneelgroep Amsterdam di Amsterdam (2014)
- Kings of War, da William Shakespeare. Toneelgroep Amsterdam di Amsterdam (2014)
- Uno sguardo dal ponte, di Arthur Miller. Young Vic e Wyndham's Theatre di Londra, Lyceum Theatre di Broadway (2014)
- Antigone, di Sofocle, con Juliette Binoche. Barbican Centre di Londra, Les théâtres de la ville de Luxembourg e Toneelgroep Amsterdam (2015)
- Lazarus, libretto di Enda Walsh, colonna sonora di David Bowie. New York Theatre Workshop di New York (2015) e King's Cross Theatre di Londra (2016)
- Maria Stuart, di Friedrich Schiller. Toneelgroep Amsterdam di Amsterdam (2015)
- Song From Far Away, di Simon Stephens. Toneelgroep Amsterdam di Amsterdam (2015)
- Il crogiuolo, di Arthur Miller, con Saoirse Ronan. Walter Kerr Theatre di Broadway (2016)
- La caduta degli dei, di Luchino Visconti. Comédie-Française di Parigi (2016)
- The Other Voice, di Ramsey Nasr. Toneelgroep Amsterdam di Amsterdam (2016)
- De Stille Kracht, da Louis Couperus. Toneelgroep Amsterdam di Amsterdam (2016)
- The Things that Pass, da Louis Couperus. Toneelgroep Amsterdam di Amsterdam (2017)
- Hedda Gabler, di Henrik Ibsen, con Ruth Wilson. National Theatre di Londra (2017)
- Network, di Ivo van Hove, tratto dal film di Sidney Lumet. National Theatre di Londra (2017), Belasco Theatre di Broadway (2018)
- Obsession, di Luchino Visconti. Barbican Center di Londra, Wiener Festwochen di Vienna, Teatro Carré di Amsterdam e Grand Théâtre de Luxembourg di Lussemburgo (2017)
- Elettra ed Oreste, di Euripide. Comédie-Française di Parigi (2019)
- All About Eve, di Ivo van Hove, dal film di Joseph L. Mankiewicz. Noël Coward Theatre di Londra (2019)
- La morte a Venezia, di Ramsey Nasr, dal romanzo di Thomas Mann. International Theatre di Amsterdam (2019) e Barbican Centre di Londra (2020)
- Freud, da Jean-Paul Sartre. Toneelgroep Amsterdam di Amsterdam (2019)
- West Side Story, libretto di Arthur Laurents, testi di Stephen Sondheim, colonna sonora di Leonard Bernstein. Broadway Theatre di Broadway (2019)
- Chi ha ucciso mio padre, da Édouard Louis. deSingel Theatre di Anversa e International Theatre di Amsterdam (2020)

### Opere liriche
- Lulu, Vlaamse Opera di Anversa (1998)
- L'affare Makropulos, De Nationale Opera di Amsterdam (2002)
- Iolanta, De Nationale Opera di Amsterdam (2004)
- L'anello del Nibelungo, Vlaamse Opera di Anversa (2006-2008)
- Idomeneo, La Monnaie/De Munt di Bruxelles (2010)
- Macbeth, Opéra national di Lione (2012)
- Der Schatzgräber, De Nationale Opera di Amsterdam (2012)
- La clemenza di Tito, La Monnaie/De Munt di Bruxelles (2013)
- Mazepa, Komische Oper Berlin di Berlino (2013)
- Brokeback Mountain, Teatro Real di Madrid (2014)
- Salomè, De Nationale Opera di Amsterdam (2017)
- Boris Godunov, Opéra Bastille di Parigi (2018)
- Don Giovanni, Metropolitan Opera House di New York (2020)
- Dead Man Walking, Metropolitan Opera House di New York (2020)